# Pelsartia
Pelsartia is een monotypisch geslacht van straalvinnige vissen uit de familie van tijgerbaarzen (Terapontidae).

## Soort
- Pelsartia humeralis (Ogilby, 1899)